# Pietro Bianchi (pittore)

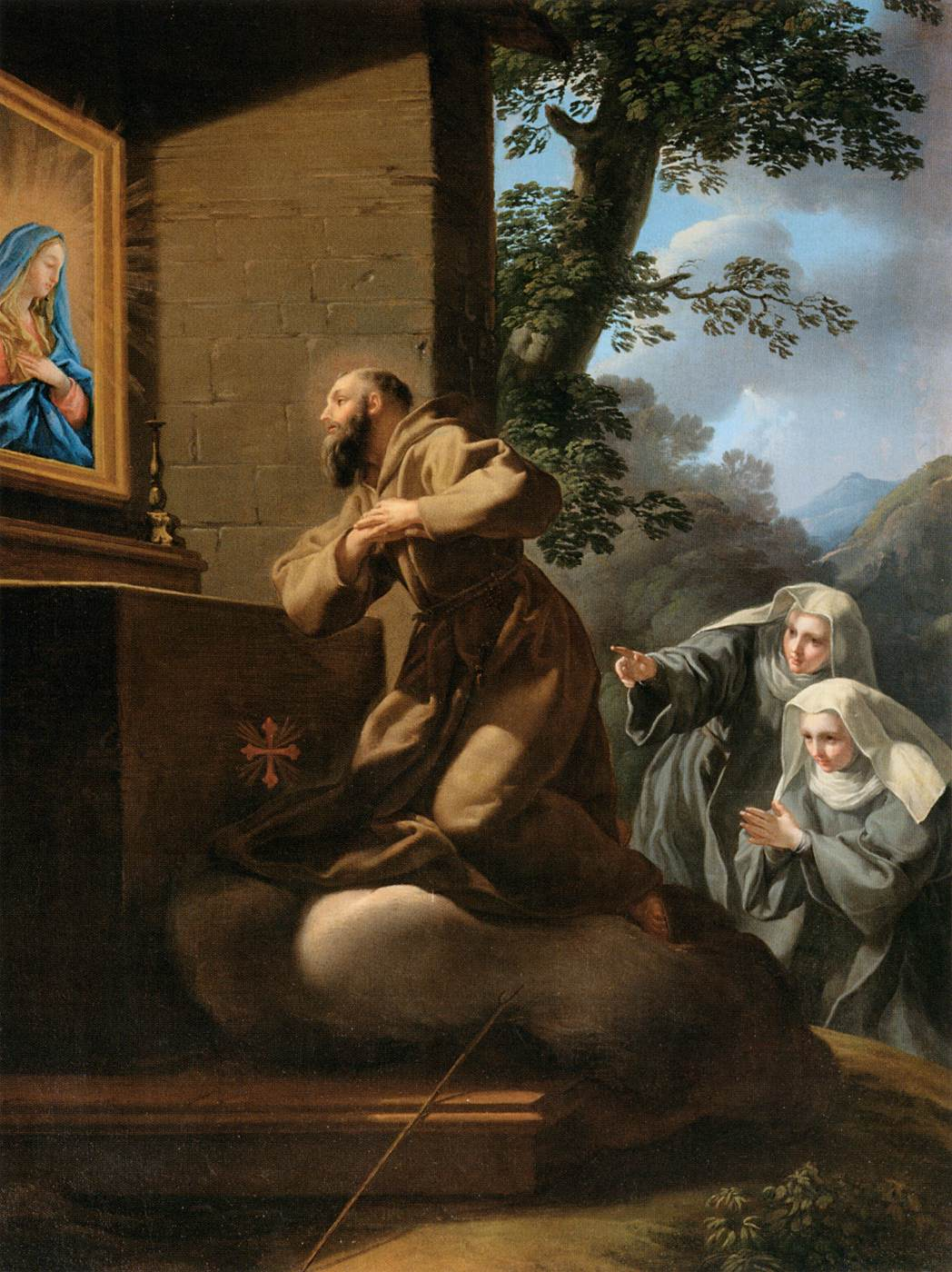
Estasi di san Francesco di Paola (Louvre)

Pietro Bianchi (1694 – 2 settembre 1740) è stato un pittore italiano, attivo a Genova e a Roma.

## Biografia
Il padre, Giovanni Bianchi, si trasferì da Sarzana a Roma nel 1682. Sua sorella si sposò con un custode della residenza del Marchese Marcello Sacchetti, il quale si accorse dell'affinità che aveva Bianchi per il disegno. Da giovane venne mandato a fare tirocinio presso il pittore J. Triga, ma presto si trasverì per lavorare nella scuola dell'artista genovese Giovanni Battista Gaulli. Nel 1707, all'età di 13 anni, vinse un concorso di pittura indetto dall'Accademia di San Luca. Nel 1709, quando Giovanni Battista Gaulli morì, egli entrò nello studio di Giuseppe Ghezzi e successivamente in quello di Benedetto Luti. Bianchi dipinse sia temi religiosi sia momenti di vita reale, come quadri su animali, fiori e frutti.
Dipinse una Santa Chiara a Gubbio, ed una Concezione per la basilica di Santa Maria degli Angeli e dei Martiri a Roma, della quale vi è una copia in mosaico nella cappella della basilica di San Pietro in Vaticano.
Si spense all'età di 46 anni. Giovanni Frossi fu uno dei suoi allievi.